# Superheroes (DVD)
Pour les articles homonymes, voir Superhero.

Superheroes est un mini-album de format DVD du groupe de power metal allemand Edguy. Cette version a été publiée en même temps que l'EP du même nom.

## Personnel du DVD
- Tobias Sammet - chant
- Tobias "Eggi" Exxel - guitare basse
- Jens Ludwig - guitare
- Dirk Sauer - guitare
- Felix Bohnke - batterie et percussions

## Pistes du DVD
1. Superheroes (vidéoclip) - 3:22
2. Introduction (en direct du Brésil)
3. Mysteria (en direct du Brésil) - 5:56
4. Under the moon (en direct du Brésil) - 5:44
5. Navigator (en direct du Brésil) - 5:36
6. Superheroes - The Road Movie - 15:39
7. Documentaire de l'enregistrement en studio - 14:21
8. Slideshow de Superheroes - 1:46
9. Making of du vidéoclip - 2:57